# Bernâtre
Bernâtre är en kommun i departementet Somme i regionen Hauts-de-France i norra Frankrike. Kommunen ligger i kantonen Bernaville som tillhör arrondissementet Amiens. År 2022 hade Bernâtre 38 invånare.

## Befolkningsutveckling
Antalet invånare i kommunen Bernâtre
| Referens: INSEE |